# Шахтар (Ровеньки)
«Шахтар»  — український футбольний клуб з міста Ровеньки Луганської області. Виступав у чемпіонаті України з футболу серед аматорів.

## Історія
Футбольна команда «Шахтаря» заснована у місті Ровеньки 2 березня 1995 року. Команда брала участь у чемпіонаті та Кубку Луганської області у своєму дебютному сезоні та стала чемпіоном області. У сезоні 1995/96 років дебютував в аматорському чемпіонаті України, де посів друге місце в групі 5. Після завершення сезону клуб через фінансові труднощі клуб розформували.

## Досягнення
- Аматорський чемпіонат України
  -  Срібний призер (1): 1995/96 (5-та група)